# 韦斯特费尔德
韦斯特费尔德（荷蘭語：Westerveld，荷蘭語發音：[ˈʋɛstərˌvɛlt] ⓘ）是荷蘭德伦特省的一個市镇，位於荷蘭東北部。韦斯特费尔德設立於1998年，由原市镇迪弗尔（Diever）、德温厄洛（Dwingeloo）、哈弗尔特（Havelte）与弗莱德尔（Vledder）合併而成。

## 外部連結
- Official website （页面存档备份，存于）